# Pampeloponnisiakostadion
Het Pampeloponnisiakostadion (Grieks: Παμπελοποννησιακό Στάδιο, Pampeloponnisiakó Stádio) is een multifunctioneel stadion in Patras, een plaats in Griekenland. Bij de opening van het stadion kreeg het de naam Nationaal Stadion van Patras (Εθνικό Στάδιο Πατρών).
In het stadion is plaats voor 23.000 toeschouwers. Het stadion werd geopend in 1981. Het werd gerenoveerd tussen 2002 en 2004, onder andere om te kunnen worden gebruikt voor de Olympische Spelen. Het stadion wordt vooral gebruikt voor voetbalwedstrijden, de voetbalclub Panachaiki GE maakt gebruik van dit stadion. Het stadion werd in 2004 gebruikt voor het voetbaltoernooi op de Olympische Zomerspelen van 2004. Er waren acht groepswedstrijden, twee kwartfinales en de halve finale tussen Brazilië en Zweden op het vrouwentoernooi.

## Interlands
| 1 | 19 mei 2008 | Griekenland – Cyprus | 2–0 | Vriendschappelijk | 16.216 |